# شهر دور (مجموعه تلویزیونی)
شهر دور (به ترکی استانبولی: Uzak Şehir) یک مجموعه تلویزیونی ترکی در ژانر اکشن و درام است قسمت اول این مجموعه در ۱۱ نوامبر ۲۰۲۵ از کانال د پخش شد. این مجموعه اقتباسی از سریال معروف لبنانی اعتبار به کارگردانی سامر البرکاوی می‌باشد. فیلمنامه این اثر توسط گلیزار ایرماک نوشته شده و داستان آن حول محور زندگی آلیا (با بازی صینم اونسال) می‌چرخد که پس از مرگ همسرش، به همراه پسرش از کانادا به زادگاه شوهرش در ماردین بازمی‌گردند.

## داستان
شهر دور داستان آلیا آلبورا، زن جوانی است که پس از مرگ ناگهانی همسرش، بوران، به همراه جسد او و پسر پنج ساله‌اش از کانادا به زادگاه همسرش در ماردین سفر می‌کند. آلیا هدفش این است که بر اساس وصیت همسرش او را در سرزمین زادگاهی اش به خاک بسپارد، اما ورود او به آلبورا، جایی که خانواده ای قدرتمند و سنت گرا زندگی می‌کنند، آغاز یک نبرد سخت و بی پایان است…
جهان آلبورا، رئیس خانواده، به مبارزات آلیا توجهی نمی‌کند و اجازه نمی‌دهد او پسرش را با خود ببرد. در این میان، آلیا با رازهای تاریک و رازآلود خانواده آلبورا مواجه می‌شود و به تدریج در می‌یابد که زندگی اش در خطر است. این سفر، یک سفر بی‌بازگشت برای او محسوب می‌شود؛ چرا که آلیا نه تنها به دنبال برآورده کردن آخرین آرزوی همسرش است، بلکه باید در برابر آداب و رسوم سنتی و بی‌رحمی خانواده شوهرش مبارزه کند.
تلاش او برای فرار با پسرش، نه تنها تهدیدی برای زندگی آن‌ها می‌شود، بلکه شعله‌ور کننده آتش جنگی ابدی میان دو خانواده است. داستان شهر دور داستانی از عشق، مبارزه و تداوم در برابر چالش هاست…

## بازیگران و شخصیت‌ها
| بازیگران       | نقش‌ها        | قسمت‌ها |
| -------------- | ------------ | ------ |
| اوزان آکبابا   | جیهان آلبورا |        |
| صینم اونسال    | آلیا آلبورا  |        |
| غنچه جیلاسون   | صداقت آلبورا |        |
| آتاکان اوزکایا | کایا آلبورا  |        |
| آلپر چانکایا   | شاهین البورا |        |
| صحرا شاش       | ناره آلبورا  |        |
| دیلین دوگر     | زرین آلبورا  |        |
| فرید کایا      | دمیر بایبارس |        |
| مفید کایاجان   | اکمل آلبورا  |        |
| سینان دمیرِر    | مظفر سانجاک  |        |

## درباره سریال
سریال شهر دور در منطقه میدیات ماردین تصویربرداری شده است. برخی از سکانس‌های سریال در مناطق تاریخی ماردین مانند آرتوکلو و ساوور نیز فیلمبرداری شده است.

## انتشار
| فصل   | تاریخ و زمان انتشار | شروع فصل       | فینال فصل | تعداد قسمت‌های فیلمبرداری شده | محدوده پخش | سال انتشار | کانال   |
| ----- | ------------------- | -------------- | --------- | ---------------------------- | ---------- | ---------- | ------- |
| فصل ۱ | دوشنبه ۲۰:۰۰        | ۱۱ نوامبر ۲۰۲۴ | -         | ۲۸                           | ۱-         | ۲۰۲۴       | کانال د |